# Jaime Texidor
Jaime Texidor Dalmau (también conocido como Jaume Texidor Dalmau) (Barcelona, 16 de abril de 1884 - Baracaldo, 23 de febrero de 1957) fue un músico y compositor español.

## Biografía
Jaime Texidor nació en Barcelona en 1884 y en dicha ciudad comenzó sus estudios musicales, fundamentalmente en materia de composición y dirección. Ingresó en el Ejército, obteniendo destino como director en el Regimiento n.º 68 de Melilla. En esa época realizó sus primeras composiciones.
En 1924 y tras abandonar la vida militar pasó a dirigir la Banda de Música Primitiva de Carlet (Valencia). En dicha localidad compaginaría su trabajo al frente de la banda de música con las clases de piano y violín que impartía en su domicilio.
De Carlet pasaría a Manises, también en la provincia de Valencia, y, por último, al final de los años veinte se incorporó como director de la banda municipal de música de Baracaldo. Estuvo al frente de la banda hasta el final de la Guerra Civil. Fue destituido del puesto, dedicándose desde entonces a la composición y a la enseñanza particular en la localidad vasca, donde residió hasta su muerte.
Su hija, María Teresa Texidor Tico, fue también compositora.

## Obra
A lo largo de su dilatada trayectoria profesional, compuso multitud de obras para banda de música. La más conocida de todas es el pasodoble titulado "Amparito Roca", estrenado el 11 de septiembre de 1925 en Carlet!
El domingo, 2 de marzo de 1919, se estrenó en el parque Hernández (Melilla), por la b
anda del Regimiento de África, su pasodoble "Capitán Albarrán", dedicado al citado mando militar. Por entonces, sabemos que Jaime Texidor era músico de primera de aquella formación bandística.
Entre otras, cabe destacar marchas de procesión como "Domus Aurea", "La Pilarica", "La Virgen Milagrosa", "Luz Divina", "Auxilium Christianorum", "María Auxiliadora", "Piedad Señor" y "Sueño Eterno", así como "Sacris", compuesta junto a su hija María Teresa; pasodobles como "Carrascosa", "De Andalucía a Aragón" o "Fiesta en la Caleta" y otras piezas como "Brisas de la Pampa".
El mundo de la publicidad no le fue ajeno. En 1955 compuso la letra y la música de un pasodoble para los famosos turrones El Lobo. Fue interpretada por Charito Larena.